# Góry Szapszalskie
Góry Szapszalskie, także Szapszał (ros.: Шапшальский хребет, Szapszalskij chriebiet) – pasmo górskie w azjatyckiej części Rosji, w Ałtaju, na granicy Republiki Ałtaju i Tuwy. Rozciąga się na długości ok. 130 km. Najwyższy szczyt pasma ma wysokość 3507 m n.p.m. Pasmo zbudowane jest głównie z łupków krystalicznych. W części północnej góry są wyrównane, natomiast na południu dominuje typowo alpejska rzeźba terenu (występują także niewielkie lodowce górskie). Roślinność jest uboga, przeważa tundra górska. W niektórych dolinach rzek spotyka się lasy modrzewiowe.